# Vendolí
Vendolí är en ort i Tjeckien.   Den ligger i regionen Pardubice, i den östra delen av landet, 150 km öster om huvudstaden Prag. Vendolí ligger 488 meter över havet och antalet invånare är 878.
Terrängen runt Vendolí är huvudsakligen platt, men söderut är den kuperad. Runt Vendolí är det ganska glesbefolkat, med 34 invånare per kvadratkilometer. Närmaste större samhälle är Svitavy, 4,3 km öster om Vendolí. Trakten runt Vendolí består till största delen av jordbruksmark.